# Rotha Lintorn-Orman
Rotha Beryl Lintorn-Orman (Londres, 7 de febrer de 1895 - Santa Brígida, Illes Canàries, 10 de març de 1935) va ser una activista política anglesa. Va ser la fundadora del British Fascisti, el primer moviment declaradament feixista que va aparèixer a la política britànica.

## Primers anys
Nascuda com a Rotha Beryl Lintorn Orman a Kensington, Londres, era filla de Charles Edward Orman, major del Regiment d'Essex, i de la seva dona, Blanch Lintorn, nascuda Simmons. El seu avi matern era el mariscal de camp Sir Lintorn Simmons. La família Orman adoptaria el cognom de Lintorn-Orman el 1912.
Rotha Orman, amb la seva amiga Nesta Maude, va ser de les poques noies que es van presentar al Crystal Palace Scout Rally de 1909 perquè volien ser escoltes, cosa que va conduir a la fundació de les Girl Guides. El 1908 s'havien registrat com a tropa escolta, utilitzant les seves inicials en lloc dels noms. El 1911 va ser guardonada amb un dels primers premis Silver Fish de les Noies Guia.
A la Primera Guerra Mundial, Lintorn-Orman va ser membre de la Women's Volunteer Reserve i del Scottish Women's Hospital Corps. Va ser condecorada per la seva contribució al Gran incendi de Tessalònica de 1917, però va invalidar la casa amb malària. El 1918 es va convertir en cap de l'Escola de Motor de la Creu Roja britànica que formava conductors per anar al camp de batalla. En aquests primers anys va desenvolupar un fort sentiment nacionalista britànic i es va convertir en una acèrrima monàrquica i imperialista.

## Feixisme
Després del servei que va prestar a la guerra, Lintorn-Orman va publicar un anunci a la revista dretana The Patriot per buscar anticomunistes. Això va dur a la fundació del British Fascisti (més tard anomenat British Fascists) el 1923 com a resposta al creixement que experimentava el Partit Laborista. L'enfortiment del laborisme al Regne Unit va encendre el virulent sentiment anticomunista de Rotha Lintorn-Orman, ja que considerava que els laboristes eren massa propensos a defensar el conflicte de classes i l’internacionalisme, dos dels seus odis principals. L'escriptor britànic Nicholas Mosley va afirmar que Lintorn-Orman havia tingut la idea de salvar la Gran Bretanya del comunisme un dia mentre desbrossava el seu jardí.
Finançat per la seva mare Blanch, el partit de Lintorn-Orman no obstant això va haver de lluitar per a mantenir-se dins de la llei i per les seves aprocimacionsal Partit Conservador. Lintorn-Orman era essencialment conservadora, però el seu era un conservadorisme alimentat per l'anticomunisme i per l'admiració que sentia per la figura de Benito Mussolini pel seu estil de política basat en l'acció. El partit va patir diverses escissions, com ara quan els moderats dirigits per R. B. D. Blakeney van abandonar l'Organització per al Manteniment de Subministraments (la Organisation for the Maintenance of Supplies) durant la Vaga General de 1926, o quan els membres més radicals van deixar el partit per formar el National Fascisti. La creació de la Lliga Imperial Feixista el 1929 i de la Unió Britànica de Feixistes el 1932 també va fer perdre afiliats al grup de Lintorn-Orman. Per la seva banda, Lintorn-Orman no tindria res a veure amb el BUF, ja que considerava Oswald Mosley gairebé un comunista i estava especialment consternada per la seva antiga pertinença al Partit Laborista.

## Darrers anys
Addicta a l'alcohol i les drogues, els rumors sobre la seva vida privada van començar a danyar la seva reputació, fins al punt que la seva mare va deixar el seu finançament enmig de contundents històries d'alcohol, drogues i orgies. Malalta el 1933, va ser apartada dels British Fascists, i el control efectiu va passar a D. G. Harnett, que va intentar donar una nova vida al grup buscant aliar-lo amb el lleialisme de l'Ulster.
Va morir el 10 de març de 1935 als 40 anys a Santa Brígida, a l'illa de la Palma de les Illes Canàries, amb la seva organització pràcticament desapareguda. El seu cos va ser enterrat al "cementiri anglès" de Las Palmas.